# Бразил на Светском првенству у атлетици у дворани 2024.
Бразил је на 19. Светском првенству у атлетици у дворани 2024. одржаном у Глазгову од 1. до 3. марта учествовао деветнаести пут, односно, учествовао је на свим првенствима до данас. Репрезентацију Бразила представљало је 20 такмичара (9 мушкараца и 11 жена), који су се такмичили у 12 дисциплина (6 мушких и 6 женских).,
На овом првенству такмичари Бразила нису освојили ниједну медаљу.
У табели успешности према броју и пласману такмичара који су учествовали у финалним такмичењима (првих 8 такмичара) Бразил је са 1 учесником у финалу делио 43. место са 2 бода.
| Плас. | Земља  | 1. место | 2. место | 3. место | 4. место | 5. место | 6. место | 7. место | 8. место | Бр. финал. | Бод. |
| ----- | ------ | -------- | -------- | -------- | -------- | -------- | -------- | -------- | -------- | ---------- | ---- |
| =43.  | Бразил | 0        | 0        | 0        | 0        | 1        | 0        | 1        | 0        | 1          | 2    |

## Учесници
| Мушкарци: - Фелипе Барди — 60 м - Ерик Кардозо — 60 м - Лукас Карваљо — 400 м - Лукас Вилар — 400 м - Едуардо Рибеиро — 800 м - Едуардо Родригез — 60 м препоне - Рафаел Переира — 60 м препоне - Алмир дос Сантос — Троскок - Дарлан Романи — Бацање кугле | Жене: - Виторија Кристина Роза — 60 м - Ана Каролина Азеведо — 60 м - Тифани Марино — 400 м - Табата Виторино — 400 м - Жаклин Беатриз Вебер — 800 м - Флавија Марија де Лима — 800 м - Кетили Батиста — 60 м препоне - Каролина де Мело Томаз — 60 м препоне - Елајн Мартинс — Скок удаљ - Лисандра Мајса Кампос — Скок удаљ - Габријеле Сантос — Троскок |  |

## Резултати

### Мушкарци
| Атлетичар        | Дисциплина   | Лични рекорд | Квалификације | Квалификације | Полуфинале            | Полуфинале            | Финале                | Финале       | Детаљи |
| Атлетичар        | Дисциплина   | Лични рекорд | Резултат      | Место         | Резултат              | Место                 | Резултат              | Место        | Детаљи |
| ---------------- | ------------ | ------------ | ------------- | ------------- | --------------------- | --------------------- | --------------------- | ------------ | ------ |
| Фелипе Барди     | 60 м         | 6,58         | 6,68(.678)    | 3. у гр. 5    | Нису се квалификовали | Нису се квалификовали | Нису се квалификовали | 23 / 49 (50) |        |
| Ерик Кардозо     | 60 м         | 6,71         | 6,87          | 3. у гр. 2    | Нису се квалификовали | Нису се квалификовали | Нису се квалификовали | 35 / 49 (50) |        |
| Лукас Карваљо    | 400 м        | 46,85        | 46,82 кв, ЛР  | 4. у гр. 3    | 47,38                 | 4. у гр. 2            | Није се квалификовао  | 10 / 22 (23) |        |
| Лукас Вилар      | 400 м        | 47,33        | 47,92(.919)   | 4. у гр. 3    | Нису се квалификовали | Нису се квалификовали | Нису се квалификовали | 18 / 22 (23) |        |
| Едуардо Рибеиро  | 800 м        | 1:52,40      | 1:49,74 ЛР    | 6. у гр. 3    | Нису се квалификовали | Нису се квалификовали | Нису се квалификовали | 26 / 27      |        |
| Едуардо Родригез | 60 м препоне | 7,58 НР      | 7,71(.710) кв | 5. у гр. 6    | 7,68(.679)            | 7. у гр. 2            | Није се квалификовао  | 11 / 40 (42) |        |
| Рафаел Переира   | 60 м препоне | 7,58 НР      | 8,65 ЛРС      | 9. у гр. 6    | Није се квалификовао  | Није се квалификовао  | Није се квалификовао  | 40 / 40 (42) |        |
| Алмир дос Сантос | Троскок      | 17,53        |               |               |                       |                       | 16,63 ЛРС             | 10 / 14      |        |
| Дарлан Романи    | Бацање кугле | 22,61 НР     | 21,11 ЛРС     | 7 / 15 (16)   |                       |                       |                       |              |        |

### Жене
| Атлетичарка            | Дисциплина   | Лични рекорд | Квалификације    | Квалификације    | Полуфинале            | Полуфинале            | Финале                | Финале                | Детаљи |
| Атлетичарка            | Дисциплина   | Лични рекорд | Резултат         | Место            | Резултат              | Место                 | Резултат              | Место                 | Детаљи |
| ---------------------- | ------------ | ------------ | ---------------- | ---------------- | --------------------- | --------------------- | --------------------- | --------------------- | ------ |
| Виторија Кристина Роза | 60 м         | 7,14 НР      | 7,32(.314) =ЛРС  | 4. у гр. 1       | Нису се квалификовале | Нису се квалификовале | Нису се квалификовале | 19 / 53               |        |
| Ана Каролина Азеведо   | 60 м         | 7,70         | 7,50(.497)       | 7. у гр. 2       | Нису се квалификовале | Нису се квалификовале | Нису се квалификовале | 44 / 53               |        |
| Тифани Марино          | 400 м        | 53,34        | 53,48            | 5. у гр. 4       | Нису се квалификовале | Нису се квалификовале | Нису се квалификовале | 19 / 24               |        |
| Табата Виторино        | 400 м        | 54,81        | 57,73            | 6. у гр. 3       | Нису се квалификовале | Нису се квалификовале | Нису се квалификовале | 24 / 24               |        |
| Жаклин Беатриз Вебер   | 800 м        | 2:18,58      | 2:05,17 ЛР       | 5. у гр. 4       | Нису се квалификовале | Нису се квалификовале | Нису се квалификовале | 24 / 26               |        |
| Флавија Марија де Лима | 800 м        | 2:11,34      | 2:05,71 ЛР       | 5. у гр. 3       | Нису се квалификовале | Нису се квалификовале | Нису се квалификовале | 25 / 26               |        |
| Кетили Батиста         | 60 м препоне | 8,09         | 8,60             | 7. у гр. 2       | Нису се квалификовале | Нису се квалификовале | Нису се квалификовале | 38 / 38 (41)          |        |
| Каролина де Мело Томаз | 60 м препоне |              | Дисквалификована | Дисквалификована | Није се квалификовала | Није се квалификовала | Није се квалификовала | Није се квалификовала |        |
| Елајн Мартинс          | Скок удаљ    | 6,74         |                  |                  |                       |                       | 6,29                  | 14 / 15               |        |
| Лисандра Мајса Кампос  | Скок удаљ    | 6,69         | 6,15             | 15 / 15          |                       |                       |                       |                       |        |
| Габријеле Сантос       | Троскок      | 14,17        | 13,45            | 14 / 14 (16)     |                       |                       |                       |                       |        |